# Theodosius de Cenobiarch

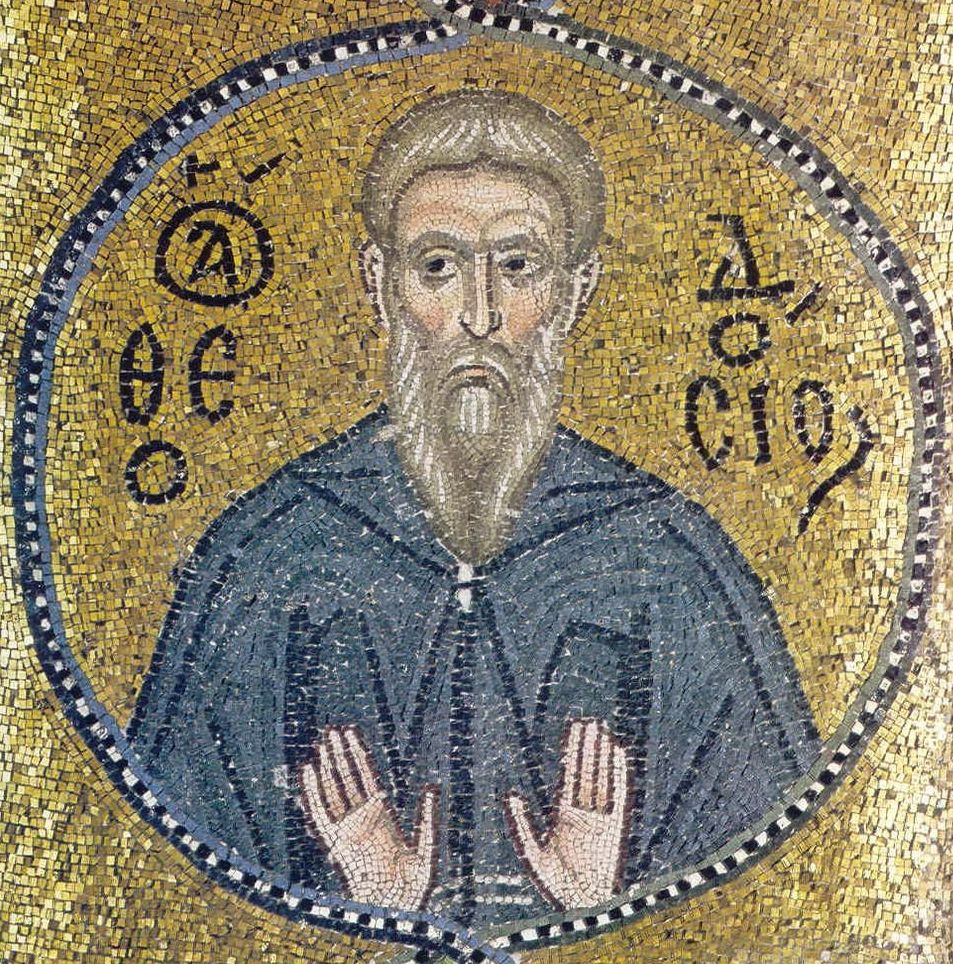
Theodosius de Cenobiarch in mozaïek

Theodosius de Cenobiarch of Theodosius van Cappadocië (Grieks: Θεοδόσιος ὁ Μέγας; Theodosios o Megas, d.i. Thedosios de Grote) (ca. 423 – 529), was een heilige binnen het christendom. Hij werd geboren in Cappadocië. Na een vroom leven in eenzaamheid begon hij een gemeenschap van monniken te vormen bij Bethlehem, waaruit in 476 een klooster voortkwam. Hij bracht er monniken van verschillende culturen en talen bijeen. Toen patriarch Sallustius van Jeruzalem Theodosius' vriend Sabbas van Jeruzalem tot archimandriet van alle monniken in Palestina aanstelde, benoemde deze Theodosius tot de leider van de cenobieten, ofwel de monniken die in gemeenschap leefden. Om die reden werd hij 'de Cenobiarch' genoemd, leider van de gemeenschappelijk levenden.
Hij was een groot tegenstander van het monofysitisme (eutychianisme), die de keizer Anastasius I ertoe bracht om hem tijdelijk uit zijn dienst te verwijderen. Hij stierf dicht bij Jeruzalem, volgens de legende ongeveer 105 jaar oud.
Zijn feestdag is op 11 januari. Theodosius de Cenobiarch moet niet verward worden met Theodosius van Antiochië, wiens feestdag op dezelfde dag valt.